# 小行星2726
小行星2726（2726 Kotelnikov）是一颗围绕太阳公转的小行星。1979年9月22日，尼古拉·切爾尼赫在克里米亚发现了此天体。
該小行星以蘇聯無線電工程師弗拉基米爾·科捷利尼科夫命名。
这颗小行星的绝对星等为47.79237等。